# يوجينيو سيرانو
يوجينيو سيرانو (بالإسبانية: Eugeni Serrano Gispert) (14 أبريل 1960 في إسبانيا - ) هو لاعب كرة يد إسباني. شارك في الألعاب الأولمبية الصيفية 1984 والألعاب الأولمبية الصيفية 1988 والألعاب الأولمبية الصيفية 1980. ولعب مع نادي جرانوليريس لكرة اليد.

## وصلات خارجية
- يوجينيو سيرانو على موقع أوليمبيديا (الإنجليزية)